# Olympische Sommerspiele 2008/Teilnehmer (Serbien)
| Gelbes Symbol für Goldmedaillen mit stilisierten Olympischen Ringen | Graues Symbol für Silbermedaillen mit stilisierten Olympischen Ringen | Braundes Symbol für Bronzemedaillen mit stilisierten Olympischen Ringen |
| ------------------------------------------------------------------- | --------------------------------------------------------------------- | ----------------------------------------------------------------------- |
| —                                                                   | 1                                                                     | 2                                                                       |

Serbien nahm 2008 mit 91 Athleten an den Olympischen Sommerspielen in Peking teil. Dies war die erste selbstständige serbische Teilnahme nach 96 Jahren. In der Zeit dazwischen trat Serbien als Teil Jugoslawiens (1920–1988 und 1996–2000), der unabhängigen Olympiateilnehmer (1992) sowie Serbien und Montenegros (2004) auf. Da keiner der serbischen Teilnehmer 1912 das Treppchen erreichen konnte, waren die drei gewonnenen Medaillen die ersten, die Serbien allein holte.
Fahnenträger zur Eröffnungsfeier war die erfolgreiche Sportschützin Jasna Šekarić, zur Abschlussfeier trug der Volleyballer Saša Starović die Flagge.

## Medaillen

### Medaillenspiegel
| Medaillenspiegel Serbien |            |                              |                           |                           |        |
| Platz                    | Sportart   | Goldmedaille – Olympiasieger | Silbermedaille – 2. Platz | Bronzemedaille – 3. Platz | Gesamt |
| 1                        | Schwimmen  | –                            | 1                         | –                         | 1      |
| 2                        | Tennis     | –                            | –                         | 1                         | 1      |
| 2                        | Wasserball | –                            | –                         | 1                         | 1      |
| Gesamt                   | Gesamt     | –                            | 1                         | 2                         | 3      |

### Medaillengewinner

#### Silber
| Name          | Sportart  | Wettkampf             |
| ------------- | --------- | --------------------- |
| Milorad Čavić | Schwimmen | 100 m Freistil Männer |

#### Bronze
| Name                                    | Sportart   | Wettkampf         |
| --------------------------------------- | ---------- | ----------------- |
| Novak Đoković                           | Tennis     | Einzel Männer     |
| Wasserballnationalmannschaft der Männer | Wasserball | Wasserball Männer |

## Teilnehmer nach Sportarten

### Fußball
Als Qualifikation für Olympia diente in Europa die U-21-Europameisterschaft 2007, deren Halbfinalteilnehmer nach Peking reisen durften. Serbien belegte dort nach einer Finalniederlage gegen die Niederlande Platz zwei. Die U-23-Mannschaft wurde verstärkt durch Kapitän und Stammtorwart Vladimir Stojković sowie Aleksandar Živković und Miljan Mrdaković, die ebenso in allen drei Spielen zum Einsatz kamen. Bei den Frauen wurden die europäischen Teilnehmer für Olympia über die Weltmeisterschaft 2007 ermittelt, für die sich die Serbinnen nicht qualifizieren konnten.
Im Auftaktspiel gegen die Australier spielte Serbien zwar vor allem in der Offensive besser als der Gegner, gute Torchancen blieben jedoch aus. Nachdem das Team in der zweiten Hälfte in Rückstand geriet, sicherte es sich durch einen Kopfballtreffer von Slobodan Rajković einen Punkt. Auch gegen die Elfenbeinküste lag die Mannschaft bereits nach drei Minuten mit 0:1 hinten. Nach dem Ausgleichstor von Miljan Mrdaković und einem Eigentor Rajković’ verlor Serbien noch mit 2:4, der 2:3-Anschlusstreffer von Đorđe Rakić in der 90. Minute kam dabei zu spät. Im abschließenden Gruppenspiel gegen Argentinien gab es trotz des überragenden Torhüters Stojković eine 0:2-Niederlage, sodass die Elf als Gruppenvierter und damit -letzter aus dem Turnier ausschied.
| Nr. | Name                | Verein*                 | Spiele   | Tore     | Gelbe Karten | Gelb-Rote Karten | Rote Karten |  |
| Torhüter | Torhüter            | Torhüter                | Torhüter | Torhüter | Torhüter     | Torhüter         | Torhüter    |  |
| --- | ------------------- | ----------------------- | -------- | -------- | ------------ | ---------------- | ----------- |  |
| 01 | Vladimir Stojković  | Sporting Lissabon       | 3        | 0        | 0            | 0                | 0           |  |
| 18 | Saša Stamenković    | FK Napredak Kruševac    | 0        | 0        | 0            | 0                | 0           |  |
| Verteidiger |                     |                         |          |          |              |                  |             |  |
| 02 | Marko Jovanović     | FK Partizan             | 3        | 0        | 0            | 0                | 0           |  |
| 03 | Aleksandar Kolarov  | Lazio Rom               | 2        | 0        | 0            | 0                | 0           |  |
| 04 | Gojko Kačar         | Hertha BSC              | 3        | 0        | 0            | 0                | 0           |  |
| 05 | Slobodan Rajković   | FC Twente               | 3        | 1        | 0            | 0                | 0           |  |
| 11 | Duško Tošić         | Werder Bremen           | 2        | 0        | 0            | 1                | 0           |  |
| 16 | Nenad Tomović       | Roter Stern Belgrad     | 3        | 0        | 1            | 0                | 0           |  |
| Mittelfeldspieler                                                                                                |                     |                         |          |          |              |                  |             |  |
| 06 | Predrag Pavlović    | FK Napredak Kruševac    | 0        | 0        | 0            | 0                | 0           |  |
| 07 | Milan Smiljanić     | Espanyol Barcelona      | 3        | 0        | 0            | 0                | 0           |  |
| 08 | Nikola Gulan        | AC Florenz              | 3        | 0        | 1            | 0                | 0           |  |
| 12 | Dušan Tadić         | FK Vojvodina            | 3        | 0        | 0            | 0                | 0           |  |
| 13 | Ljubomir Fejsa      | FK Partizan             | 3        | 0        | 0            | 0                | 0           |  |
| 15 | Aleksandar Živković | Shandong Luneng Taishan | 3        | 0        | 1            | 0                | 0           |  |
| 17 | Zoran Tošić         | FK Partizan             | 3        | 0        | 2            | 0                | 0           |  |
| Stürmer |                     |                         |          |          |              |                  |             |  |
| 09 | Đorđe Rakić         | Red Bull Salzburg       | 2        | 1        | 0            | 0                | 0           |  |
| 14 | Miljan Mrdaković    | Vitória Guimarães       | 3        | 1        | 0            | 0                | 0           |  |
| 19 | Andrija Kaluđerović | OFK Belgrad             | 0        | 0        | 0            | 0                | 0           |  |
| Trainer |                     |                         |          |          |              |                  |             |  |
| | Miroslav Đukić      |                         |          |          |              |                  |             |  |
| Spieler, die von ihren Klubs nicht freigestellt wurden                                                           |                     |                         |          |          |              |                  |             |  |
| | Stefan Babović      | FC Nantes               |          |          |              |                  |             |  |
| | Filip Đorđević      | FC Nantes               |          |          |              |                  |             |  |
| * Es ist jeweils der Verein angegeben, bei dem der Spieler zu Beginn der Olympischen Spiele unter Vertrag stand. |                     |                         |          |          |              |                  |             |  |

| Gegner                           | Ergebnis  |
| Vorrunde                         |           |
| Australien                       | 1:1 (0:0) |
| Elfenbeinküste                   | 2:4 (1:2) |
| Argentinien                      | 0:2 (0:1) |
| als Gruppenvierter ausgeschieden |           |

### Leichtathletik
Es hatten sich zwölf serbische Leichtathleten für die Olympischen Sommerspiele qualifiziert, davon sind zwei nicht in Peking angereist: Aleksandar Raković in der Disziplin 50-km-Gehen und Luka Rujević in der Disziplin Kugelstoßen.
Hochspringer Dragutin Topić nahm bereits zum fünften Mal an den Olympischen Spielen teil, seine beste Platzierung war dabei Rang 4 1996 mit 2,32 Metern. Die Marathonläuferin Olivera Jevtić, 2004 in Athen Sechste, brach den Lauf bei Kilometer 23 ab. Sie war im ersten Teil des Laufes in der führenden Gruppe, hatte aber schon auf Kilometer 15 Schmerzen im Bauch. Ebenfalls bereits 2004 bei Olympia dabei waren Diskuswerferin Dragana Tomašević (damals 38.) und Geher Predrag Filipović (39.). Insgesamt konnte keiner der Teilnehmer das Finale erreichen (der Marathon sowie die Disziplinen 20 und 50 Kilometer Gehen bestehen nur aus einem Lauf).
Trainer: Jovan Jahić, Danilo Krtinić, Slavko Kuzmanović
| Athlet            | Disziplin   | Runde         | Ergebnis    | Rang                                                                  | Rekord                       |
| ----------------- | ----------- | ------------- | ----------- | --------------------------------------------------------------------- | ---------------------------- |
| Männer            |             |               |             |                                                                       |                              |
| Nenad Filipović   | 50-km-Gehen |               | 4:02:16 h   | 30.                                                                   |                              |
| Predrag Filipović | 20-km-Gehen |               | 1:28:15 h   | 41.                                                                   |                              |
| Asmir Kolašinac   | Kugelstoßen | Qualifikation | 19,01 m     | 16. (Qualifikation A) 33. (Qualifikation gesamt) (nicht qualifiziert) |                              |
| Goran Nava        | 1500 m      | Vorlauf       | 3:42,92 min | 6. (Vorlauf 3) 36. (alle Vorläufe) (nicht qualifiziert)               | Nationaler serbischer Rekord |
| Dragutin Topić    | Hochsprung  | Qualifikation | 2,25 m      | 11. (Qualifikation A) 17. (Qualifikation gesamt) (nicht qualifiziert) |                              |
| Frauen            |             |               |             |                                                                       |                              |
| Tatjana Jelača    | Speerwurf   | Qualifikation | NM*         | kein gültiger Versuch (nicht qualifiziert)                            |                              |
| Olivera Jevtić    | Marathon    |               | DNF*        | Lauf abgebrochen                                                      |                              |
| Ivana Španović    | Weitsprung  | Qualifikation | 6,30 m      | 16. (Qualifikation B) 30. (Qualifikation gesamt) (nicht qualifiziert) |                              |
| Dragana Tomašević | Diskuswurf  | Qualifikation | 60,19 m     | 6. (Qualifikation B) 13. (Qualifikation gesamt) (nicht qualifiziert)  |                              |
| Biljana Topić     | Dreisprung  | Qualifikation | 14,14 m     | 6. (Qualifikation A) 13. (Qualifikation gesamt) (nicht qualifiziert)  |                              |

### Radsport
Die beiden serbischen Teilnehmer im Straßenrennen, Nebojša Jovanović (serbisch-montenegrinischer Meister 2004) und Ivan Stević (serbisch-montenegrinischer Meister 2003 und 2005 sowie serbischer Meister 2006) hatten mit der Medaillenvergabe nichts zu tun und landeten auf den Plätzen 85 bzw. 67. Der Radrennfahrer Žolt Der hatte sich für die Spiele in der Disziplin Zeitfahren qualifiziert, nahm jedoch nicht teil.
Trainer: Nebojša Čubrić
| Athlet            | Disziplin     | Zeit                   | Rang |
| ----------------- | ------------- | ---------------------- | ---- |
| Männer            |               |                        |      |
| Nebojša Jovanović | Straßenrennen | 6:49:59 h (+26:10 min) | 85.  |
| Ivan Stević       | Straßenrennen | 6:35:44 h (+11:55 min) | 67.  |

### Ringen
Kristijan Fris, 2007 sowohl WM- als auch EM-Dritter, unterlag im Achtelfinale dem späteren Olympiasieger Nasir Mankijew aus Russland. Über die Trostrunde erreichte er mit einem Sieg gegen den Usbeken Ildar Hafizow und einer Niederlage im Kampf gegen den dreifachen Weltmeister Hamid Soryan Reihanpour aus dem Iran, dem er bereits im Vorjahr bei der WM unterlag, letztlich Platz sieben. Davor Štefanek, der auch 2004 an den Olympischen Spielen in Athen teilgenommen hatte und den 18. Platz erreichte, landete diesmal leicht verbessert auf Rang 15.
Trainer: Milorad Dokmanac, Pajo Ivošević
| Athlet         | Disziplin                           | Runde                                           | Gegner                          | Punkte    |
| -------------- | ----------------------------------- | ----------------------------------------------- | ------------------------------- | --------- |
| Männer         |                                     |                                                 |                                 |           |
| Kristijan Fris | Griechisch-römischer Stil bis 55 kg | Vorrunde                                        | Juri Kowal ( Ukraine)           | 10:7, 3:1 |
| Kristijan Fris | Griechisch-römischer Stil bis 55 kg | Achtelfinale                                    | Nasir Mankijew ( Russland)      | 0:10, 0:3 |
| Kristijan Fris | Griechisch-römischer Stil bis 55 kg | Trostrunde Viertelfinale Kampf 2                | Ildar Hafizow ( Usbekistan)     | 5:1, 3:1  |
| Kristijan Fris | Griechisch-römischer Stil bis 55 kg | Trostrunde Halbfinale Kampf 2 (Endstand Rang 7) | Hamid Soryan Reihanpour ( Iran) | 1:6, 1:3  |
| Davor Štefanek | Griechisch-römischer Stil bis 60 kg | Achtelfinale (Endstand Rang 15)                 | Dilshod Aripov ( Usbekistan)    | 2:5, 1:3  |

### Rudern
Der Zweier ohne Steuermann mit Goran Jagar und Nikola Stojić (beide 2007 WM-Zweiter in der nichtolympischen Disziplin Vierer mit Steuermann) verpasste das Finale der besten Sechs als Vierter des zweiten Halbfinales mit 1,7 Sekunden hinter dem deutschen Zweier. Im Finale B reichte eine mehr als zehn Sekunden schlechtere Zeit zum Sieg und Endplatz sieben. Auch Iva Obradović erreichte im Einer nur das B-Finale und landete im Endklassement auf Platz elf.
Trainer: Oleksandr Fedotow, Nebojša Ilić
| Athlet                    | Disziplin              | Runde         | Zeit        | Rang                                                                 |
| ------------------------- | ---------------------- | ------------- | ----------- | -------------------------------------------------------------------- |
| Männer                    |                        |               |             |                                                                      |
| Goran Jagar/Nikola Stojić | Zweier ohne Steuermann | Vorlauf       | 6:46,71 min | 2. (Vorlauf 3) (qualifiziert) 5. (alle Vorläufe)                     |
| Goran Jagar/Nikola Stojić | Zweier ohne Steuermann | Halbfinale    | 6:38,96 min | 4. (Halbfinale A/B 2) (nicht qualifiziert) 8. (beide Halbfinalläufe) |
| Goran Jagar/Nikola Stojić | Zweier ohne Steuermann | Finale        | 6:49,12 min | 1. (Finale B) (Endstand Rang 7)                                      |
| Frauen                    |                        |               |             |                                                                      |
| Iva Obradović             | Einer                  | Vorlauf       | 7:49,13 min | 2. (Vorlauf 2) (qualifiziert) 8. (alle Vorläufe)                     |
| Iva Obradović             | Einer                  | Viertelfinale | 7:39,16 min | 3. (Viertelfinale 2) (qualifiziert) 10. (alle Viertelfinalläufe)     |
| Iva Obradović             | Einer                  | Halbfinale    | 7:52,39 min | 5. (Halbfinale A/B 2) (nicht qualifiziert) 11. (alle Halbfinalläufe) |
| Iva Obradović             | Einer                  | Finale        | 7:53,83 min | 5. (Finale B) (Endstand Rang 11)                                     |

### Schießen
Die serbischen Sportschützen erreichten zwar immerhin viermal das Finale der besten Acht, eine Medaille konnten sie allerdings nicht mit nach Hause nehmen. Einer der Finalisten war Damir Mikec in der Disziplin Freie Pistole 50 Meter, wo er, wie auch im Wettkampf mit der Luftpistole, nachträglich um einen Rang nach oben rutschte, da Kim Jong-su aus Nordkorea wegen Dopingmissbrauchs disqualifiziert wurde. Ebenso im Finale stand Stevan Pletikosić, Bronzemedaillengewinner 1992 im Kleinkaliber liegend, in der Disziplin Luftgewehr 50 Meter.
Bei den Frauen rangierte Lidija Mihajlović im Dreistellungskampf nach der Qualifikation mit Platz vier nur knapp hinter den Medaillenrängen, am Ende reichte es jedoch nur für Rang sieben. Jasna Šekarić, die 2000 von der International Shooting Sport Federation zur „Schützin des Millenniums“ gekürt wurde und bereits fünf olympische Medaillen, darunter eine Goldmedaille, gewinnen konnte, belegte dieses Mal in ihrer Paradedisziplin Luftpistole 10 Meter nur den sechsten Platz, in der Disziplin Sportpistole 25 Meter konnte sie das Finale nicht erreichen.
Trainer: Ivan Kvasnevski, Nenad Petković, Zoran Stojiljković
| Athlet              | Disziplin                                | Runde         | Punkte | Rang                     |
| ------------------- | ---------------------------------------- | ------------- | ------ | ------------------------ |
| Männer              |                                          |               |        |                          |
| Damir Mikec         | Luftpistole 10 Meter                     | Qualifikation | 580    | 13. (nicht qualifiziert) |
| Damir Mikec         | Freie Pistole 50 Meter                   | Qualifikation | 559    | 7. (qualifiziert)        |
| Damir Mikec         | Freie Pistole 50 Meter                   | Finale        | 655,8  | 7.                       |
| Nemanja Mirosavljev | Luftgewehr 10 Meter                      | Qualifikation | 593    | 17. (nicht qualifiziert) |
| Nemanja Mirosavljev | Kleinkaliber liegend 50 Meter            | Qualifikation | 590    | 33. (nicht qualifiziert) |
| Nemanja Mirosavljev | Kleinkaliber Dreistellungskampf 50 Meter | Qualifikation | 1165   | 20. (nicht qualifiziert) |
| Stevan Pletikosić   | Luftgewehr 10 Meter                      | Qualifikation | 595    | 8. (qualifiziert)        |
| Stevan Pletikosić   | Luftgewehr 10 Meter                      | Finale        | 697,7  | 7.                       |
| Stevan Pletikosić   | Kleinkaliber liegend 50 Meter            | Qualifikation | 594    | 10. (nicht qualifiziert) |
| Stevan Pletikosić   | Kleinkaliber Dreistellungskampf 50 Meter | Qualifikation | 1168   | 11. (nicht qualifiziert) |
| Frauen              |                                          |               |        |                          |
| Lidija Mihajlović   | Luftgewehr 10 Meter                      | Qualifikation | 394    | 20. (nicht qualifiziert) |
| Lidija Mihajlović   | Kleinkaliber Dreistellungskampf          | Qualifikation | 587    | 4. (qualifiziert)        |
| Lidija Mihajlović   | Kleinkaliber Dreistellungskampf          | Finale        | 686    | 7.                       |
| Jasna Šekarić       | Luftpistole 10 Meter                     | Qualifikation | 384    | 6. (qualifiziert)        |
| Jasna Šekarić       | Luftpistole 10 Meter                     | Finale        | 480,9  | 6.                       |
| Jasna Šekarić       | Sportpistole 25 Meter                    | Qualifikation | 578    | 21. (nicht qualifiziert) |

### Schwimmen
Der Präsident des serbischen Schwimmverbandes, Dušan Dimitrijević, gab bekannt, dass an den Olympischen Sommerspielen 2008 zehn Athleten in der Disziplin Schwimmen teilnehmen werden, Mladen Tepavčević reiste jedoch nicht an.
Der damals bereits fünffache Europameister Milorad Čavić brach am 12. August den alten nationalen Rekord Serbiens (49,14 Sekunden) über 100 m Freistil mit 48,15 Sekunden, ließ jedoch das Halbfinale in dieser Disziplin aus, um für den Wettkampf über 100 m Schmetterling ausgeruht zu sein. Auch Milica Ostojić brach den nationalen serbischen Rekord (2:03,43 Minuten) über 200 m Freistil der Frauen mit 2:03,19 Minuten. Am 14. August brach Čavić zudem den nur wenige Minuten zuvor von Jason Dunford aufgestellten olympischen Rekord über 100 m Schmetterling (51,14 Sekunden) sowie den Europarekord (51,36 Sekunden) mit 50,76 Sekunden. Im Finale konnte er seine Zeit zwar noch einmal verbessern, jedoch fehlte ihm eine hundertstel Sekunde zum olympischen Gold, das sich US-Star Michael Phelps sichern konnte.
Trainer: Dejan Pejinovic, Petar Popović
| Athlet                | Disziplin           | Runde      | Zeit        | Rang                                                         | Rekord/ Medaille                |
| --------------------- | ------------------- | ---------- | ----------- | ------------------------------------------------------------ | ------------------------------- |
| Männer                |                     |            |             |                                                              |                                 |
| Milorad Čavić         | 100 m Freistil      | Vorlauf    | 48,15 s     | 2. (Vorlauf 7) 6. (alle Vorläufe) (qualifiziert)             | Nationaler serbischer Rekord    |
| Milorad Čavić         | 100 m Freistil      | Halbfinale | DNS*        | nicht angetreten                                             |                                 |
| Milorad Čavić         | 100 m Schmetterling | Vorlauf    | 50,76 s     | 1. (Vorlauf 9) 1. (alle Vorläufe) (qualifiziert)             | Olympischer Rekord Europarekord |
| Milorad Čavić         | 100 m Schmetterling | Halbfinale | 50,92 s     | 1. (Halbfinallauf 2) 1. (alle Halbfinalläufe) (qualifiziert) |                                 |
| Milorad Čavić         | 100 m Schmetterling | Finale     | 50,59 s     | 2.                                                           | Silber Europarekord             |
| Ivan Lenđer           | 100 m Schmetterling | Vorlauf    | 53,41 s     | 7. (Vorlauf 5) 40. (alle Vorläufe) (nicht qualifiziert)      |                                 |
| Vladan Marković       | 200 m Schmetterling | Vorlauf    | 2:03,12 min | 7. (Vorlauf 2) 43. (alle Vorläufe) (nicht qualifiziert)      |                                 |
| Čaba Silađi           | 100 m Brust         | Vorlauf    | 1:02,31 min | 3. (Vorlauf 4) 40. (alle Vorläufe) (nicht qualifiziert)      |                                 |
| Radovan Siljevski     | 200 m Freistil      | Vorlauf    | 1:50,25 min | 3. (Vorlauf 3) 40. (alle Vorläufe) (nicht qualifiziert)      |                                 |
| Frauen                |                     |            |             |                                                              |                                 |
| Nađa Higl             | 100 m Brust         | Vorlauf    | 1:13,19 min | 8. (Vorlauf 3) 42. (alle Vorläufe) (nicht qualifiziert)      |                                 |
| Nađa Higl             | 200 m Brust         | Vorlauf    | 2:32,78 min | 3. (Vorlauf 3) 33. (alle Vorläufe) (nicht qualifiziert)      |                                 |
| Miroslava Najdanovski | 100 m Freistil      | Vorlauf    | 56,50 s     | 7. (Vorlauf 4) 38. (alle Vorläufe) (nicht qualifiziert)      |                                 |
| Miroslava Najdanovski | 50 m Freistil       | Vorlauf    | DNS*        | nicht angetreten                                             |                                 |
| Milica Ostojić        | 200 m Freistil      | Vorlauf    | 2:03,19 min | 3. (Vorlauf 1) 40. (alle Vorläufe) (nicht qualifiziert)      | Nationaler serbischer Rekord    |
| Marica Štražmešter    | 100 m Rücken        | Vorlauf    | 1:03,56 s   | 3. (Vorlauf 2) 40. (alle Vorläufe) (nicht qualifiziert)      |                                 |

### Tennis
Bei den Herren konnte der Dritte der Weltrangliste, Novak Đoković, bis ins Halbfinale vordringen, wo er am spanischen Spieler Rafael Nadal scheiterte. Im anschließenden Spiel um Platz drei setzte er sich gegen James Blake aus den Vereinigten Staaten durch und gewann die Bronzemedaille. Der zweite serbische Starter, Janko Tipsarević, verletzte sich am 12. August während des Spiels gegen Olivier Rochus im zweiten Satz am Knöchel und musste das Match vorzeitig beenden. Das Doppel mit dem Topspieler Nenad Zimonjić (Platz vier der Doppel-Weltrangliste) scheiterte bereits in der ersten Runde an den tschechischen Vertretern Martin Damm und Pavel Vízner.
Ana Ivanović, Goldmedaillenfavoritin und Weltranglistenerste, trat wegen einer Verletzung nicht an, sie hatte kurzfristig ihre Teilnahme am olympischen Tennisturnier abgesagt.
Trainer: Duško Ilić (Zimonjić), Marko Janković (Janković), Marián Vajda (Đoković), Dejan Vraneš (Tipsarević)
| Athlet                          | Disziplin | Runde           | Gegner                                 | Ergebnis              | Medaille |
| ------------------------------- | --------- | --------------- | -------------------------------------- | --------------------- | -------- |
| Männer                          |           |                 |                                        |                       |          |
| Novak Đoković                   | Einzel    | 1. Runde        | Robby Ginepri ( Vereinigte Staaten)    | 2:0 (6:4, 6:4)        |          |
| Novak Đoković                   | Einzel    | 2. Runde        | Rainer Schüttler ( Deutschland)        | 2:0 (6:4, 6:2)        |          |
| Novak Đoković                   | Einzel    | Achtelfinale    | Michail Juschny ( Russland)            | 2:0 (7:6 (7:3), 6:3)  |          |
| Novak Đoković                   | Einzel    | Viertelfinale   | Gaël Monfils ( Frankreich)             | 2:1 (4:6, 6:1, 6:4)   |          |
| Novak Đoković                   | Einzel    | Halbfinale      | Rafael Nadal ( Spanien)                | 1:2 (4:6, 6:1, 4:6)   |          |
| Novak Đoković                   | Einzel    | Spiel um Bronze | James Blake ( Vereinigte Staaten)      | 2:0 (6:3, 7:6 (7:4))  | Bronze   |
| Janko Tipsarević                | Einzel    | 1. Runde        | David Ferrer ( Spanien)                | 2:0 (7:6 (10:8), 6:2) |          |
| Janko Tipsarević                | Einzel    | 2. Runde        | Olivier Rochus ( Belgien)              | RET* (6:7 (5:7), 3:2) |          |
| Janko Tipsarević/Nenad Zimonjić | Doppel    | 1. Runde        | Martin Damm/Pavel Vízner ( Tschechien) | 1:2 (6:3, 0:6, 2:6)   |          |
| Frauen                          |           |                 |                                        |                       |          |
| Jelena Janković                 | Einzel    | 1. Runde        | Cara Black ( Südafrika)                | 2:0 (6:3, 6:3)        |          |
| Jelena Janković                 | Einzel    | 2. Runde        | Aljona Bondarenko ( Ukraine)           | 2:0 (7:5, 6:1)        |          |
| Jelena Janković                 | Einzel    | Achtelfinale    | Dominika Cibulková ( Slowakei)         | 2:0 (7:5, 6:1)        |          |
| Jelena Janković                 | Einzel    | Viertelfinale   | Dinara Safina ( Russland)              | 1:2 (2:6, 7:5, 3:6)   |          |

### Tischtennis
Der einzige serbische Starter im Tischtennis, Aleksandar Karakašević, der im Jahr 2007 schon zum dritten Mal die US Open gewinnen konnte, wurde vom ehemaligen Weltmeister im Doppel und zweifachen Europameister Zoran Kalinić betreut. Das Aus für ihn kam bereits in der zweiten Runde gegen den 42 Jahre alten ehemaligen Welt- und Europameister sowie späteren Viertplatzierten Jörgen Persson aus Schweden.
| Athlet                 | Disziplin | Runde    | Gegner                     | Ergebnis |
| ---------------------- | --------- | -------- | -------------------------- | -------- |
| Männer                 |           |          |                            |          |
| Aleksandar Karakašević | Einzel    | 1. Runde | Cem Zeng ( Türkei)         | 4:1      |
| Aleksandar Karakašević | Einzel    | 2. Runde | Jörgen Persson ( Schweden) | 2:4      |

### Volleyball

#### Hallenvolleyball
Die Herrenmannschaft konnte sich durch das europäische Ausscheidungsturnier, bei dem sie im Finale Europameister Spanien bezwang, für Olympia qualifizieren. Die Frauen schafften den Sprung nach Peking über ein Turnier in Tokio im Mai 2008.
In der Gruppe B konnten sich die Männer nach drei Niederlagen zum Auftakt, unter anderem gegen Titelverteidiger Brasilien, mit zwei Siegen gegen Deutschland und Ägypten schließlich doch noch für das Viertelfinale qualifizieren, wo trotz zweimaliger Führung gegen die USA das Aus im Tiebreak kam. Die Frauen begannen im Gegensatz zu den Männern mit zwei Auftaktsiegen gegen die Außenseiter aus Kasachstan und Algerien, verloren die restlichen drei Spiele jedoch klar mit 0:3. Im Viertelfinale unterlagen sie Kuba ebenfalls mit 0:3, wobei zwei Sätze nur knapp mit 24:26 an den Gegner gingen.
| Gegner             | Ergebnis                                |
| Vorrunde           |                                         |
| Russland           | 1:3 (25:20, 21:25, 22:25, 14:25)        |
| Brasilien          | 1:3 (27:25, 20:25, 17:25, 21:25)        |
| Polen              | 1:3 (29:31, 25:22, 22:25, 21:25)        |
| Deutschland        | 3:1 (25:21, 27:25, 24:26, 25:23)        |
| Ägypten            | 3:0 (25:16, 25:13, 25:17)               |
| Viertelfinale      |                                         |
| Vereinigte Staaten | 2:3 (25:20, 23:25, 25:21, 18:25, 12:15) |

| Gegner        | Ergebnis                         |
| Vorrunde      |                                  |
| Kasachstan    | 3:1 (25:21, 25:17, 23:25, 25:21) |
| Algerien      | 3:0 (25:14, 25:13, 25:13)        |
| Brasilien     | 0:3 (15:25, 13:25, 23:25)        |
| Italien       | 0:3 (23:25, 20:25, 19:25)        |
| Russland      | 0:3 (21:25, 16:25, 20:25)        |
| Viertelfinale |                                  |
| Kuba          | 0:3 (24:26, 19:25, 24:26)        |

### Wasserball
Danilo Ikodinović, der schon 2000 und 2004 für Serbien und Montenegro bei Olympia am Start war und dabei Bronze bzw. Silber holte, schwebte nach einem Motorradunfall am 27. Juni 2008 in Lebensgefahr und konnte nicht an den Spielen teilnehmen.
Das Aus für Serbien, die sich als Sieger der Weltliga 2007 für Olympia qualifizierten, kam im Halbfinale gegen die US-Amerikaner, die sie zuvor in der Gruppenphase noch besiegen konnten. Im Spiel um Platz drei sicherten sie sich mit einem 6:4 gegen Montenegro Bronze, wobei sich einige Spieler gegenüberstanden, die 2004 in Athen noch gemeinsam die Silbermedaille gewannen.
| Männer |
| - Tor 1 Denis Šefik 13 Slobodan Soro - Feldspieler 2 Andrija Prlainović 3 Živko Gocić 4 Vanja Udovičić 5 Dejan Savić 6 Duško Pijetlović 7 Nikola Rađen 8 Filip Filipović 9 Aleksandar Ćirić 10 Aleksandar Šapić 11 Vladimir Vujašinović 12 Branko Peković - Trainer Dejan Udovičić - Verletzt Danilo Ikodinović Slobodan Nikić |
| Es ist jeweils der Verein angegeben, bei dem der Spieler zu Beginn der Olympischen Spiele unter Vertrag stand. |

| Gegner              | Ergebnis                   | Medaille |
| Vorrunde            |                            |          |
| Deutschland         | 11:7 (1:3, 5:2, 2:2, 3:0)  |          |
| Kroatien            | 8:11 (3:1, 1:4, 1:4, 3:2)  |          |
| Vereinigte Staaten  | 4:2 (0:0, 2:1, 2:0, 0:1)   |          |
| Volksrepublik China | 15:5 (5:2, 2:1, 4:2, 4:0)  |          |
| Italien             | 12:13 (3:3, 2:3, 3:5, 4:2) |          |
| Viertelfinale       |                            |          |
| Spanien             | 9:5 (0:1, 5:1, 2:1, 2:2)   |          |
| Halbfinale          |                            |          |
| Vereinigte Staaten  | 5:10 (3:3, 1:2, 1:2, 0:3)  |          |
| Spiel um Bronze     |                            |          |
| Montenegro          | 6:4 (2:0, 2:1, 2:1, 0:2)   | Bronze   |